# فرش دریایی اطلسی
فرش دریایی اطلسی (نام علمی: Electra pilosa) نام یک گونه از شاخه خزه‌زیان است.